# Gaurotes striatopunctatus
Gaurotes striatopunctatus är en skalbaggsart som beskrevs av Henry Frederick Wickham 1914. Gaurotes striatopunctatus ingår i släktet Gaurotes och familjen långhorningar. Inga underarter finns listade i Catalogue of Life.